# Equisetidae
Ver Pteridophyta para una introducción a las plantas vasculares sin semilla
Los equisetos, llamados Equisetidae en la moderna clasificación de Christenhusz et al. 2011, o también Equisetopsida o Equisetophyta, y en paleobotánica es más común Sphenopsida, son plantas vasculares afines a los helechos que aparecieron en el Devónico, pero que actualmente sobrevive únicamente el género Equisetum, si bien hay representantes de órdenes extintos. Este grupo es monofilético, aun con sus representantes extintos, debido a su morfología distintiva. Son plantas pequeñas, aunque en el pasado una variedad de calamitácea alcanzó los 15 metros durante el pérmico.

## Filogenia
Introducción teórica en Filogenia
Los análisis moleculares y genéticos de filogenia solo se pueden hacer sobre representantes vivientes, como circunscripto según Smith et al. (2006) (ver la ficha), al menos Equisetales es monofilético (Pryer et al. 2001a y 2004b, Des Marais et al. 2003, Guillon 2004), pero debido a la arquitectura única del tallo del esporófito, es muy probable que todos los fósiles encontrados pertenezcan a este clado.
Este clado pertenece claramente a las monilophytas (Pryer et al. 2001), aunque su relación con el resto de las ramas de monilophytas aún no está clara. Algunos estudios basados en ADN plastídico ubican a la subclase como hermana de Marattiidae (Pryer  et al. 2004, Smith  et al. 2006a), pero Rai & Graham (2010) la encontraron hermana al resto de los helechos. Esta relación es más acorde al registro fósil (Taylor et al. 2009) y está de acuerdo con la morfología del grupo, si bien Christenhusz et al. 2011 piensan que es mejor poner a los equisetos dentro del linaje de helechos—Polypodiopsida (como en Pryer et al. 2001).

### Ecología y evolución

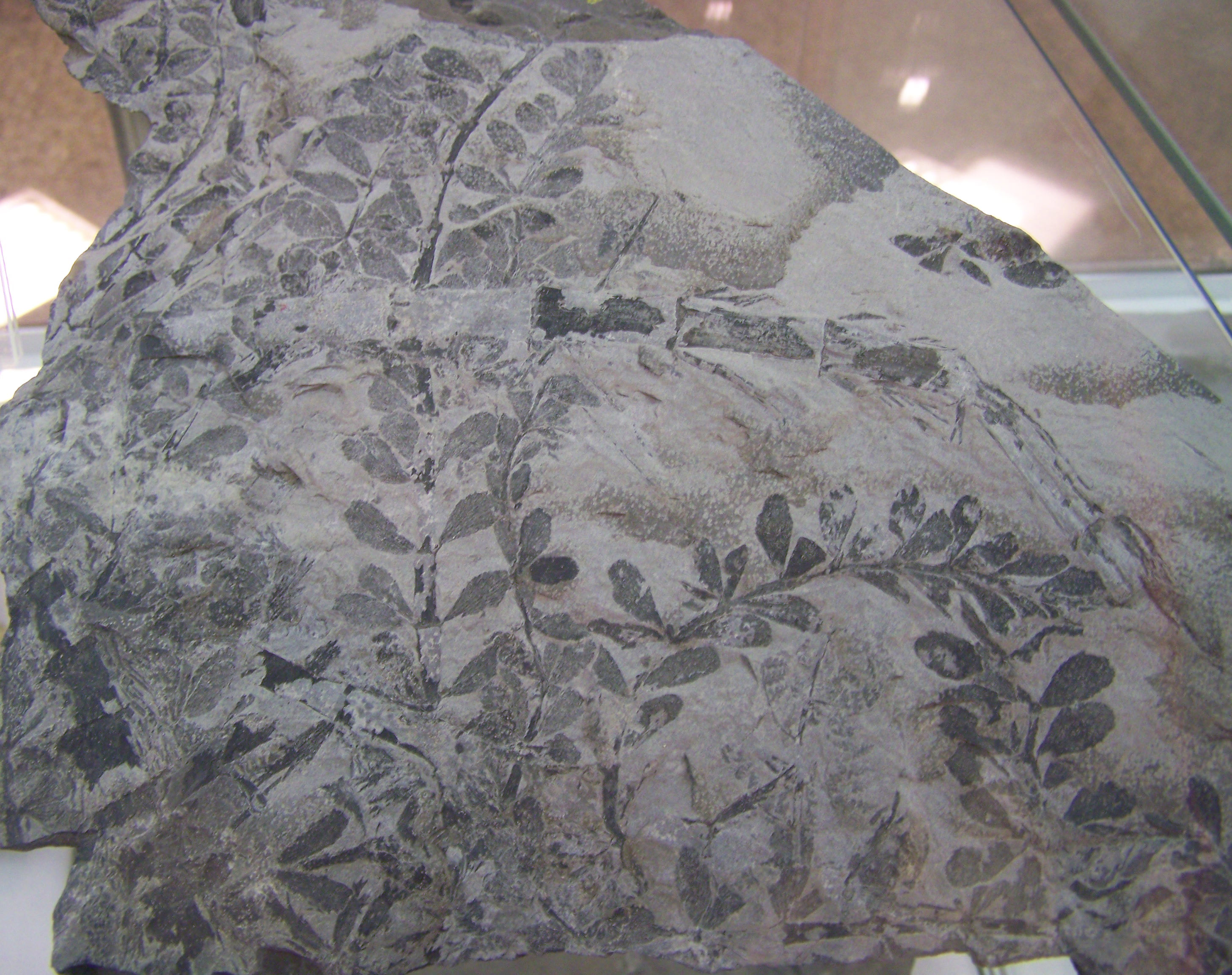
Equiseto fósil de Sphenophyllum.

Esta clase es bien conocida en su registro fósil, ya que es fácilmente identificada debido a su arquitectura del tallo característica.
Al igual que las licofitas, ya existían en el Devónico, pero se volvieron mucho más abundantes en el Carbonífero, en ese momento algunas de ellas tenían hojas mucho más grandes, desarrollaron la heterosporía, y se volvieron árboles impresionantes.
El género Calamites produjo grandes árboles de hasta 18 metros de altura con troncos de hasta 50 centímetros de diámetro. 
Equisetum es muy parecido a Equisetites de hace 300 millones de años.
Las relaciones aproximadas entre grupos son las siguientes:

|  | Calamitaceae †                 |
|  |                                |
|  | \| \| Equisetaceae \| \| \| \| |
|  |                                |
|  | Equisetaceae                   |
|  |                                |

|  | Equisetaceae |
|  |              |

|  | Calamitaceae †                 |
|  |                                |
|  | \| \| Equisetaceae \| \| \| \| |
|  |                                |
|  | Equisetaceae                   |
|  |                                |

|  | Equisetaceae |
|  |              |

|  | Calamitaceae †                 |
|  |                                |
|  | \| \| Equisetaceae \| \| \| \| |
|  |                                |
|  | Equisetaceae                   |
|  |                                |

|  | Equisetaceae |
|  |              |

|  | Calamitaceae †                 |
|  |                                |
|  | \| \| Equisetaceae \| \| \| \| |
|  |                                |
|  | Equisetaceae                   |
|  |                                |

|  | Equisetaceae |
|  |              |

|  | Calamitaceae †                 |
|  |                                |
|  | \| \| Equisetaceae \| \| \| \| |
|  |                                |
|  | Equisetaceae                   |
|  |                                |

|  | Equisetaceae |
|  |              |

|  | Calamitaceae †                 |
|  |                                |
|  | \| \| Equisetaceae \| \| \| \| |
|  |                                |
|  | Equisetaceae                   |
|  |                                |

|  | Equisetaceae |
|  |              |

|  | Calamitaceae †                 |
|  |                                |
|  | \| \| Equisetaceae \| \| \| \| |
|  |                                |
|  | Equisetaceae                   |
|  |                                |

|  | Equisetaceae |
|  |              |

|  | Calamitaceae †                 |
|  |                                |
|  | \| \| Equisetaceae \| \| \| \| |
|  |                                |
|  | Equisetaceae                   |
|  |                                |

|  | Equisetaceae |
|  |              |

## Taxonomía
Introducción teórica en Taxonomía

### Sinonimia
El grupo de los equisetos que incluye incluso a aquellos extintos ha sido denominado Equisetales (de Candolle 1813), Equisetopsida (Agardh 1825, AR Smith et al 2006), Equisetinae (Eichler 1883, Engler 1886, Wettstein 1924), Sphenopsida (Engler 1924, Whittaker & Margulis 1978), Equisetaceae (Willkomm 1854), Calamophyta (Haeckel 1866, Bessey 1907, Barkley 1949, GM Smith 1955), Equisetophyta (Takhtajan 1964, Cronquist et al 1966), Equisetatae (Kubitski 1990), Sphenophyta (Margulis & Chapman 2009) y Equisetidae (Warming 1883, Chase & Reveal 2009, Christenhusz et al 2011, Ruggiero et al 2015).
El término Equisetopsida según Chase & Reveal 2009 equivale a Embryophyta.

### Sistema de Christenhusz et al. 2011
La clasificación más actualizada de los miembros vivientes hasta género de pteridofitas es la de Christenhusz et al. 2011 (basada en Smith et al. 2006, 2008); que también provee una secuencia lineal de las licofitas y monilofitas.
- Subclase: II Equisetidae Warm., Osnov. Bot.: 221 (1883).
  - Orden D. Equisetales DC. ex Bercht. & J.Presl, Přir. Rostlin: 271 (1820). 1 familia.
    - Familia 4. Equisetaceae Michx. ex DC., Essai Propr. Méd. Pl. : 49 (1804).

1 género (Equisetum). Referencias: Des Marais et al. (2003), Guillon (2004, 2007), Hauke (1963, 1978), Schaffner (1930).

### ClasificaciónsensuSmithet al.2006
Clados y taxones superiores: Plantae (clado), Viridiplantae, Streptophyta, Streptophytina, Embryophyta, Tracheophyta, Euphyllophyta, Monilophyta, Clase Equisetopsida.
Sinónimos: Sphenopsida, "horsetails" en inglés
Circunscripción: Un solo orden viviente:
- Equisetales, con una familia Equisetaceae, y un género Equisetum, alrededor de 15 especies vivientes.

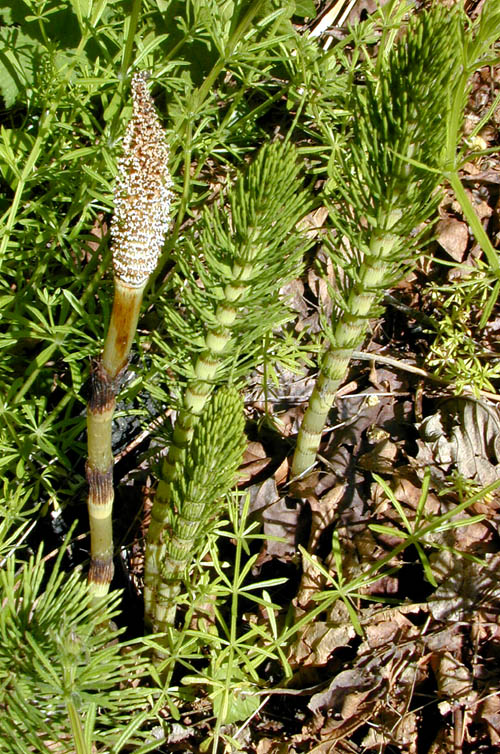
Tallos vegetativos estériles de Equisetum telmateia.

Órdenes fósiles
- Pseudoborniales
- Sphenophyllales
- Calamitales

### Otras clasificaciones
Las clasificaciones tradicionales como la de Engler ubicaron a las equisetopsidas en su propia clase dentro de las pteridofitas o plantas vasculares sin semilla, es decir que era aceptado que no eran briófitos y que tampoco eran plantas vasculares con semilla. Debido a las características distintivas del tallo, eran separadas de los helechos con megafilos conspicuos (Pterophyta, Pteropsida o Filicopsida sensu Engler), y también separadas de las psilotáceas y las lycophytas, grupos que a pesar de tener las hojas reducidas no parecían tener relación con las equisetópsidas. La clasificación sensu Engler es la siguiente:
- Reino Plantae (polifilético), división Embryophyta asiphonogama (parafilético), subdivisión Pteridophyta (parafilético), clase Sphenopsida (monofilético, equivalente a Equisetopsida sensu Smith et al.).

## Caracteres

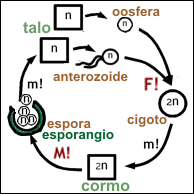
Figura 2. Diagrama esquemático del ciclo de vida de las plantas vasculares sin semilla.
----
Referencias:
n : generación haploide,
2n : generación diploide,
m! : mitosis,
M! : meiosis,
F! : fecundación

Las equisetopsidas son plantas vasculares con ciclo de vida haplodiplonte donde la alternancia de generaciones es bien manifiesta, con esporófito y gametófito multicelulares e independientes, con esporas como unidad de dispersión y de resistencia. El gametófito es un "talo" (cuerpo sin organización), y el esporófito es un "cormo" (con raíz, vástago y sistema vascular). Debido a estas características tradicionalmente se las agrupa con las "pteridofitas".
Poseen esporófitos con megafilos o "frondes" (Euphyllophyta), que en Equisetum están reducidos (por lo que prefiere llamárselos "eufilos reducidos" para evitar llamarlos "megafilos"). Aún algunos autores siguen llamándolos "microfilos" debido a su pequeño tamaño, pero la tendencia es a utilizar ese término solo para referirse a los microfilos de las lycophytas, de un origen filogenético diferente. Otros autores llaman a las hojas "escamas", sobre todo en las traducciones del inglés, ese término le da prioridad a la textura de las hojas, pero ese término puede llegar a ser confuso (si es necesario se podría traducir como "hojas escamosas").
Aunque no son evidentes, hay caracteres morfológicos que apoyan la inclusión de Equisetum en el clado Monilophyta, por ejemplo la morfología de los espermatozoides (Renzaglia et al. 2000) y caracteres de las raíces (Kato 1983).
Su aspecto general recuerda vagamente al de los bambúes (con los que no guardan ninguna relación).
Las equisetópsidas tienen tallos huecos, articulados, con nudos claramente marcados, y ramas dispuestas en verticilos alrededor del tallo. Los entrenudos del tallo están acanalados formando crestas y valles, las células epidérmicas de las crestas ("ridges") depositan sílice en la superficie que actúa como refuerzo de sostén.
En los nudos nacen las hojas formando verticilos connados en su base. Las hojas si bien son eufilos, son pequeñas, escamosas. 
Los esporangios donde se originan las esporas, nacen en unas hojas modificadas, sin clorofila, no fotosintéticas, con pie, llamadas esporangióforos. Los esporangios se ubican del lado ventral del esporangióforo, hacia el lado del tallo. Los esporangióforos se ubican todos juntos en la parte apical del tallo, formando lo que se conoce como "estróbilo".
Las equisetofitas actuales son plantas homospóricas (todas las esporas son iguales).  En las plantas homospóricas en general, las esporas poseen la capacidad de producir gametófitos capaces de originar gametos masculinos y femeninos (las esporas producen gametófitos hermafroditas). Sin embargo existe una controversia acerca de si los gametófitos de las equisetópsidas son hermafroditas o no. Algunos gametófitos producen solo anteridios (que dan gametos masculinos), otros gametófitos producen solo arquegonios (que dan gametos femeninos). Según Judd et al. (2002), al menos los gametófitos "femeninos" se vuelven bisexuales más tarde.
Para ver una descripción más detallada y con fotos ver equisetáceas.